# Карцев, Александр Николаевич
Александр Николаевич Карцов (иногда Карцев; 15 (27) ноября 1875, Раздоры — 7 декабря 1920, Ялта) — полковник артиллерии, командующий 1-й Оренбургской казачьей батареей в период Первой мировой войны (1914—1915), награждён золотым Георгиевским оружием за захват и удержание высоты у села Туржеполье (1915).

## Биография
Родился 15 (27) ноября 1875 года в селе Раздоры Раздорской волости Павлоградского уезда Екатеринославской губернии в дворянской семье.
Окончил Владимирский Киевский кадетский корпус, после чего переехал в Санкт-Петербург и поступил в столичное Михайловское артиллерийское училище. Карцов приступил к службе в Русской императорской армии в конце августа 1893 года. Спустя неполный год, в августе 1894 года он получил звание подпоручика. В середине августа 1900 года Александр Николаевич стал поручиком, а с середины августа 1904 года — штабс-капитаном.
Карцов дослужился до капитанского чина в августе 1908 года, а позже был назначен полковником. С середины сентября 1909 года стал личным адъютантом Его Императорского Высочества генерал-инспектора артиллерии Великого князя Сергея Михайловича, занимавшего этот пост с 1905 по 1916 год. В 1913 году Александр Николаевич служил в гвардейской 6-й Донской казачьей Его Величества батарее, укомплектованной преимущественно донскими казаками — в том же году он был переведён из неё и назначен в 1-й Оренбургский казачий артиллерийский дивизион.
Уже после начала Первой мировой войны, с конца сентября 1914 по начало марта 1915 года, Александр Карцов состоял в должности командующего всей 1-й Оренбургской казачьей батареей: с ней, в боях против Австро-Венгерских войск, он и совершил подвиг, вознаграждённый в 1915 году золотым Георгиевским оружием. После 1915 года Александр Николаевич был эвакуирован с линии фронта в тыл, «по болезни», и зачислен в резерв офицерских чинов при штабе Кавказской армии. По данным на 2007 год его дальнейшая судьба не была известна.
По информации 2012 года, с начала января 1916 по середину января 1917 года Александр Николаевич Карцов являлся командиром второго дивизиона лейб-гвардии Конной артиллерии. Затем он стал командующим 3-й Финляндской стрелковой артиллерийской бригады, числясь при этом по полевой лёгкой артиллерии. С началом Гражданской войны Карцов принял участие в Белом движении в составе Вооружённых сил Юга России и Русской армии. В 1920 году остался в Крыму, был расстрелян в Ялте 7 декабря.

### Подвиг
4 (17) декабря 1914 года Александр Николаевич Карцов, командуя отрядом в составе казачьего полка с приданной ему артиллерийской батареей, захватил и удержал до конца сражения стратегически важные высоты у села Туржеполье, чем парализовал обход противником фланга группы войск Русской императорской армии. По итогам боя Карцов получил Георгиевское оружие.

## Награды
- Орден Святой Анны 3-й степени с мечами и бантом (1907);
- Орден Святого Станислава 2-й степени (1910);
- Орден Святого Владимира 4-й степени (1913) — мечи и бант (1915);
- Орден Святой Анны 4-й степени (1915): «за храбрость»;
- Золотое Георгиевское оружие за храбрость (1915)[1][2].